# Долихоколон
Долихоколон ( др.-греч. δολιχός «длинный» и др.-греч. κόλον «толстая кишка»)— аномалия развития кишечника, удлинение одного из отделов или всей ободочной кишки. Имеет клиническое значение — может приводить к болям в животе и запорам. Является самой частой аномалией развития толстой кишки.

## Этиология
Долихоколон — аномалия развития, которая выражается в удлинении всей ободочной кишки или одного из ее отделов (часто — сигмовидной кишки) без его утолщения. Диаметр кишечной полости и диаметр мышечной оболочки кишки не изменяется. Как следствие, не изменяется и моторная функция кишечника.

## Классификация
В зависимости от отдела, длина которого превышает среднее значение, долихоколон подразделяют на:
- долихосигму;
- левосторонний долихоколон;
- долихотрансверзум;
- правосторонний долихоколон;
- субтотальный долихоколон;
- тотальный долихоколон.

В зависимости от наличия клинических проявлений:
- бессимптомный долихоколон (долихоколон без клинических проявлений);
- долихоколон с нарушением транзита по толстой кишке;
- осложнённый долихоколон[2].

Осложнениями могут быть: заворот кишки, узлообразование, инвагинация.

## Клиническая картина
При бессимптомном течении жалобы отсутствуют. При клинически выраженном долихоколоне ведущим симптомом является запор, при длительных запорах могут появиться боли в животе, метеоризм, приступы кишечной непроходимости. При осложнённом долихоколоне могут развиваться заворот кишок, узлообразование и инвагинация, что проявляется симптомами острой странгуляционной кишечной непроходимости.
Симптомы могут проявляться с раннего детства. Многолетнее использование слабительных для профилактики запоров без надлежащего медицинского надзора может привести к вторичным осложнениям, в том числе метеоризму и диарее.

## Диагностика
Первичная диагностика проводится с помощью пальпации ободочной кишки. Для точного диагноза используют колоноскопию или ирригоскопию. Рентгеноконтрастные маркеры позволяют оценить патологию моторной функции кишки. Виртуальная компьютерная колонография может быть альтернативой ирригоскопии. При диагностировании следует исключить мегаколон и болезнь Гиршпрунга, которые также вызывают запоры. Так же необходимо исключить воспалительные заболевания кишечника, ишемический колит, новообразования толстой кишки и медикаментозный запор.

## Лечение
Излечение долихоколона возможно путём хирургической операции, но такое вмешательство показано лишь в тяжёлых случаях. Как правило, терапевтическое вмешательство ограничено предупреждением запоров и их лечением. Необходима модификация образа жизни, соблюдение диеты, приём осмотических слабительных, прокинетиков. При наличии болевого синдрома назначают селективные спазмолитики. Возможно применение различных физиотерапевтических методов – накожной и ректальной электростимуляции кишечника, лазеротерапии.
Существует осложнение, связанное с потерей рефлекса дефекации, при котором основной задачей лечения становится его выработка.